# 岡山敏哉
岡山 敏哉（おかやま としや）は、日本の建築計画・都市計画学者。大阪工業大学工学部建築学科教授・副学長、建築会会長。工学博士（大阪市立大学）。守口市都市計画審議会会長。
専門は、都市計画・地区計画・まちづくり、建築計画。

## 略歴
1981年大阪工業大学工学部建築学科卒業（光崎育利研究室）。1989年大阪市立大学（現：大阪公立大学）大学院工学研究科博士後期課程建築学専攻修了、工学博士（大阪市立大学）。大学院在学中、DAAD（ドイツ学術交流会）奨学生として、ミュンヘン工科大学(TUM)に留学し、ドイツ都市計画を研究。
大学院修了後、都市計画コンサルタントに従事し、用途地域の見直し、都市再開発事業、密集市街地整備事業など数多くの計画・プロジェクトを担当。1996年大阪工業大学工学部建築学科に着任し、同学科教授を経て、2022年同大学副学長。2018年より建築学科同窓会である「建築会」の会長も務める。
ドイツBebauungsplan（地区計画）との比較研究を通じて、日本では地区計画のための「地区設計」がまだ不十分であると考え、その設計手法について研究している。また、大阪の近代都市計画史も研究している。
授業では、建築学科の科目として、広範囲の都市計画分野の中でも建築分野に近い地区レベルの計画に係る造形論、計画論、制度論を中心に講義している。都市計画を通じて社会に貢献することが重要であると考え、大阪・京都府下の市町の都市計画審議会会長・委員や、マスタープランなど様々な計画のアドバイザーを務めている。

## 主な自治体アドバイザー[3]
- 守口市都市計画審議会会長
- 豊能町都市計画審議会会長
- 松原市都市計画審議会委員
- 熊取町都市計画審議会会長
- 八幡市都市計画審議会会長
- 藤井寺市景観審議会副会長

## 主な著書・論文・作品
- 都市計画の地方分権 ― まちづくりへの実践 ―（共著）（学芸出版社、1999）
- ドイツにおける20世紀前期のベバウウンクスプランの計画事例について ― 1928年までの『都市計画（Der Städtebau）』誌における紹介事例を通じて―（1987年度日本都市計画学会学術論文集）
- 昭和3年の「綜合大阪都市計画」の計画属性と歴史的位置付けに関する研究（2000年度日本都市計画学会学術論文集）
- Town Planning Methods in Japan and Germany (The International Symposium on Urban Development Strategy, 2005)
- 郊外戸建住宅地における道・広場空間に対する住民評価－大阪都市圏の4事例を対象として－（共著）（日本建築学会住宅系研究論文報告会論文集3、2008
- 淀川と人間（大阪工業大学工学部　淀川環境教育センター　編著、2013）